# 鷺沼城
鷺沼城（さぎぬまじょう）は、千葉県習志野市鷺沼付近にあった日本の城。

## 概要

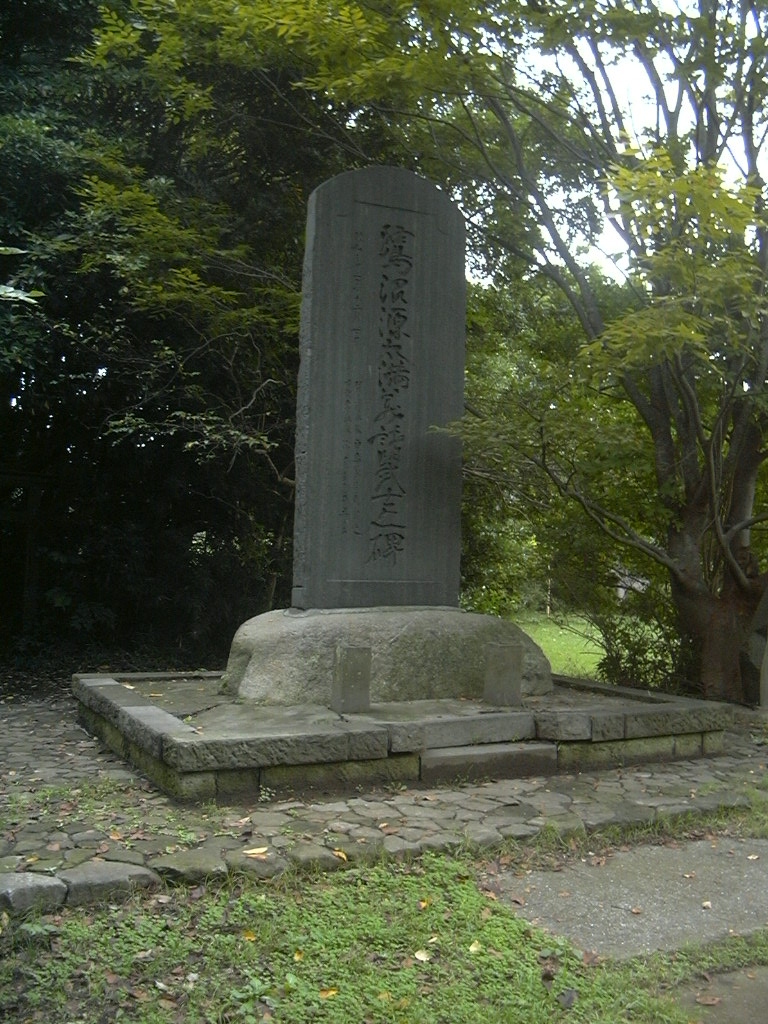
鷺沼太郎源太光義の碑

鷺沼城は習志野市役所付近から300mほど南下した下総台地上の地点にある。これは西をかつての久々田村の、東をかつての鷺沼村の谷津田に挟まれて東京湾に向けて南西に向けて突出した舌状台地の先端部西より、すなわち久々田村の谷津田を南西に向けて流れる菊田川（現在は暗渠化）が台地の縁に迫る左岸の、関東ローム層の断崖上に位置する。
築城時期は不明だが、吾妻鏡に見える、石橋山の戦い後に頼朝が兵を整えた鷺沼旅館をこの鷺沼城に比定する向きがあり、この説を容れれば築城時期は平安時代に遡る事になる。
その後の鷺沼城に関しても詳細は明らかではないが、千葉郡誌に正応年間（1288年-1292年）に鷺沼太郎源太光義が拠りその墓が高台の南西部に築かれたとあり、本丸内の祠がその墓であると伝わる。
城跡に建つ1959年（昭和34年）建立の石碑碑文によると、600年前の正応年間に市川城主の里見氏と鷺沼源太満義ら下総の諸将が北条氏康と戦って敗れたとあり、第二次国府台合戦に鷺沼氏の末裔が加わった可能性が考えられるが、内容がひどく混乱しており、また、前述の鷺沼太郎源太光義と読みが同じであることから、光義の事績が誤って伝わったものとも考えられる。

## 鷺沼城址公園
鷺沼城のあったとされる場所は現在鷺沼城址公園として整備され、一般に開放されているが、城跡と言える遺構は未発見である。同公園の敷地には鷺沼古墳群のA号墳とB号墳の2基の前方後円墳も位置しており、これらの古墳の発掘により埴輪などが出土している。武人埴輪と馬形埴輪のレプリカが飾られている。ここから発掘された埴輪は下総型円筒埴輪のほかに人物埴輪と馬の埴輪の破片が出土しているが小さな断片のみであり、このレプリカの様式であるかは不明である。

## 画像

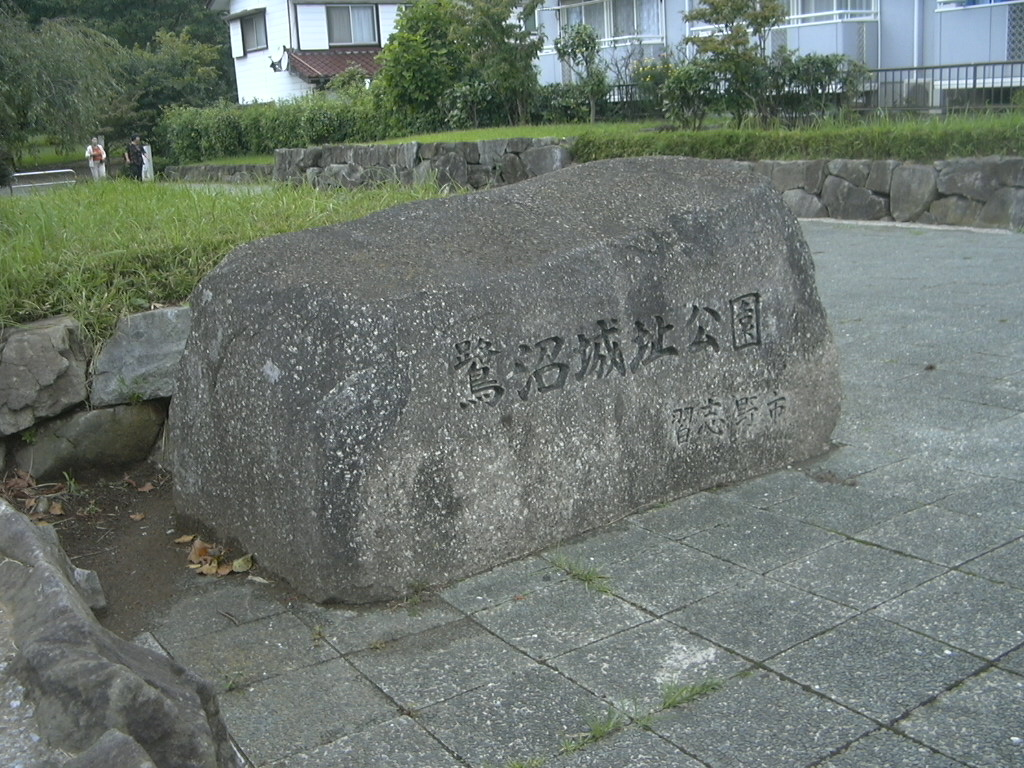
鷺沼城址公園入口
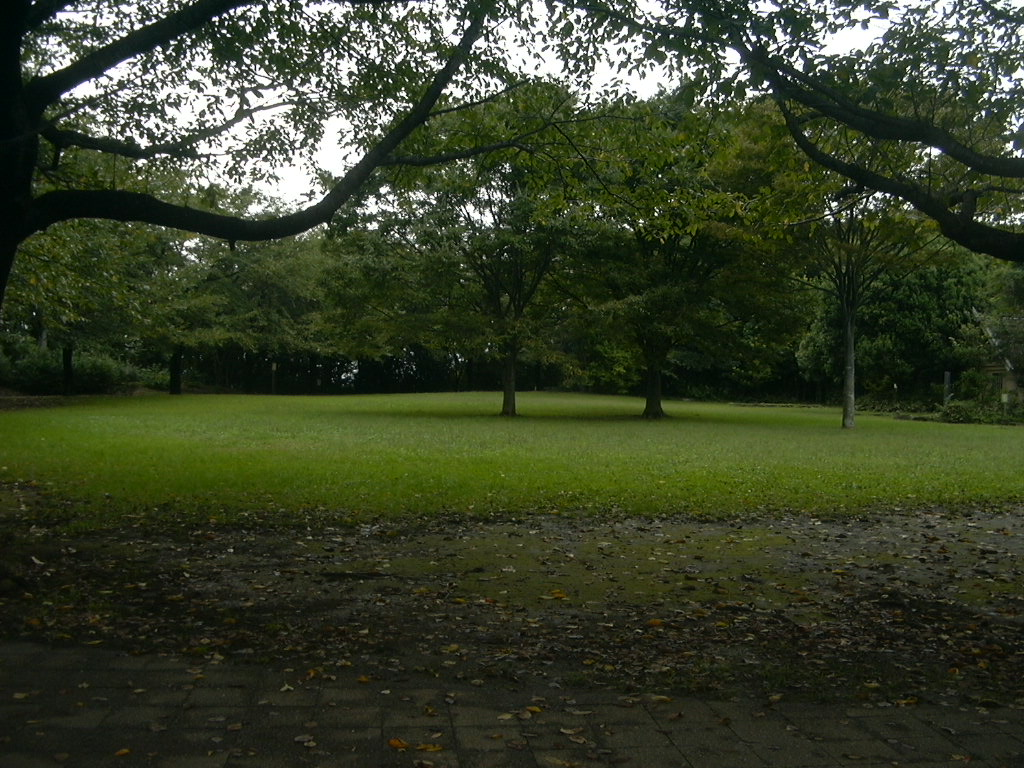
鷺沼城址公園広場
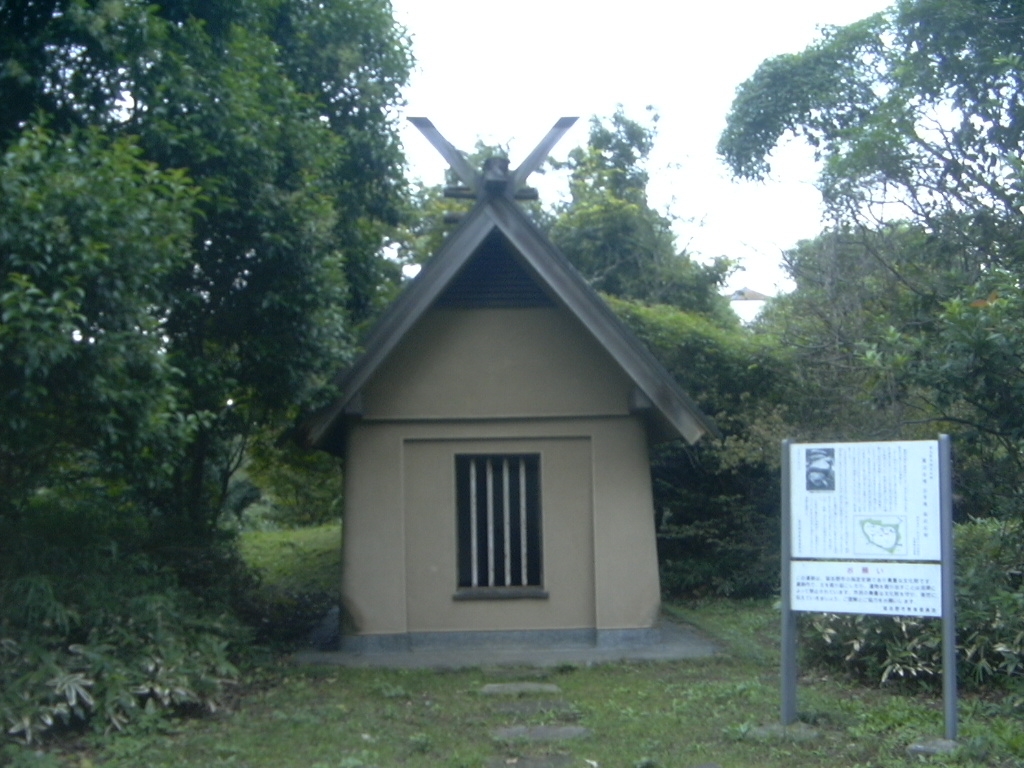
鷺沼古墳B号墳箱式石棺 発掘された石棺（市の史跡[4]）の上に建築された覆い屋である
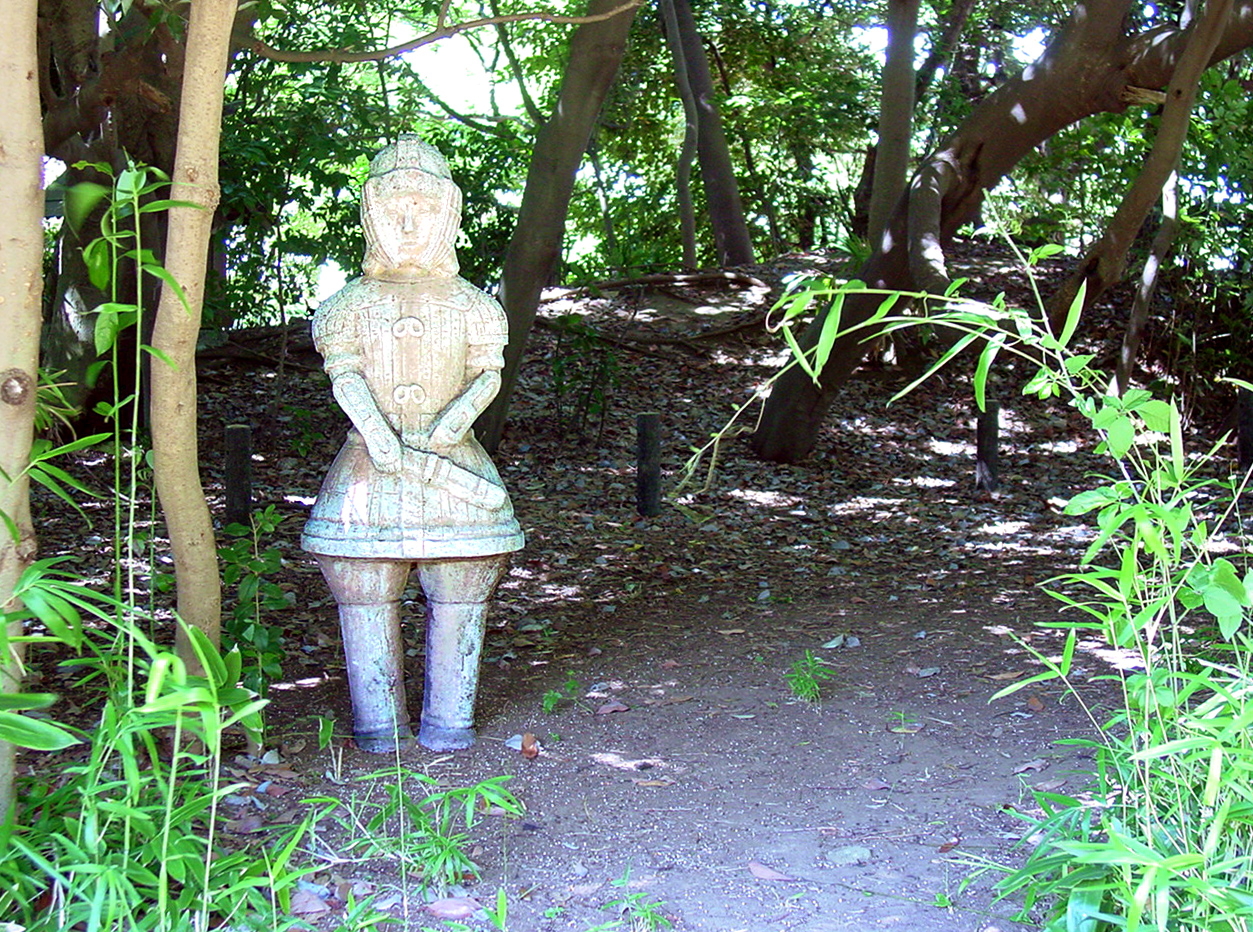
埴輪のレプリカ ただし鷺沼古墳から発掘された形式のものと同じかどうかは明らかでない